# Poropuntius fuxianhuensis
Poropuntius fuxianhuensis är en fiskart som först beskrevs av Wang, Zhuang och Gao 1982.  Poropuntius fuxianhuensis ingår i släktet Poropuntius och familjen karpfiskar. Inga underarter finns listade i Catalogue of Life.